# Буцаев, Юрий Геннадьевич
Юрий Геннадьевич Буцаев (род. 11 октября 1978, Тольятти, Куйбышевская область) — российский хоккеист, нападающий. Брат Вячеслава Буцаева.

## Биография
Родился 11 октября 1978 года в городе Тольятти Куйбышевской области.
Воспитанник тольяттинского хоккея. Начал профессиональную карьеру в 1995 году в составе тольяттинской «Лады», выступая до этого за её фарм-клуб. 2 года спустя на драфте НХЛ был выбран во 2 раунде под общим 49 номером клубом «Детройт Ред Уингз». Тогда же выиграл вместе с «Ладой» серебро чемпионата России. Буцаев внёс значительный вклад в тот успех, набрав 28 (15+13) очков в 53 проведённых матчах.
Перед началом сезона 1998/99 стал игроком московского «Динамо», однако, проведя лишь одну игру, вернулся в Тольятти. В 1999 году Буцаев отправился в НХЛ, проведя в дебютном сезоне 56 матчей, и набрав 8 (5+3) очков. Тем не менее, большую часть времени проводил в фарм-клубе «Детройта» «Цинциннати Майти Дакс», а в сезоне 2001/02 был обменян в «Атланту Трэшерз». В середине следующего сезона принял решение вернуться в Россию, подписав контракт с ярославским «Локомотивом», где на тот момент уже играл его старший брат Вячеслав. С «Локомотивом» завоевал золотые награды турнира.
Перед началом сезона 2003/04 Буцаев покинул «Локомотив» и заключил соглашение с ЦСКА. Однако, проведя лишь 18 игр, вновь вернулся в родную «Ладу», с которой два года спустя во второй раз в карьере взял серебро российских первенств. Сезон 2005/06 Буцаев провёл в подмосковном ХК МВД, в составе которого он набрал лишь 9 (2+7) очков в 38 проведённых матчах, а также вновь играл со старшим братом, после чего вновь вернулся в Тольятти.
Перед началом сезона 2007/08 заключил соглашение с нижегородским «Торпедо», где за два сезона провёл 111 матчей, в которых набрал 35 (17+18) очков. В августе 2009 года во время предсезонных сборов Буцаев был обвинён полицией финского города Асиккала в изнасиловании 25-летней гражданки Финляндии. Около двух часов ночи они покинули ресторан «Капрос», а спустя полтора часа вместе вошли в гостиницу «Таллукка». Буцаев отправился в номер, а девушка позже спустилась к администратору и сказала, что ее изнасиловали. Сотрудница отеля тут же вызвала полицию, которая и задержала Буцаева в собственном номере. Спустя полтора месяца после заключения под стражу окружной суд города Лахти приговорил Буцаева на один год и десять месяцев условного заключения и обязал его выплатить штраф в размере 5 тыс. евро. После выхода из тюрьмы он был отчислен из состава команды «Торпедо».
В 2009 году перешёл в команду Высшей лиги «Югра» из Ханты-Мансийска, с которой выиграл Кубок Братины. Буцаев стал автором победного гола в решающей игре финала с нефтекамским «Торосом». Перед началом сезона 2010/11 перешёл в состав новосибирской «Сибири», однако после 7 проведённых игр он был командирован в клуб ВХЛ «Зауралье», где и завершил сезон с 16 (7+9) набранными очками в 38 матчах.
16 мая 2011 года заключил однолетнее соглашение с ЦСКА, где уже в третий раз в карьере оказался в одной команде со старшим братом, который выступал уже в качестве тренера команды.
30 мая 2024 года «Сибирь» объявила, что в клубе будет создана селекционная служба, которую возглавит Буцаев.

### В сборной
В составе сборной России Юрий Буцаев принимал участие в молодёжном чемпионате мира 1997 года, на котором он вместе с командой завоевал бронзовые награды, набрав 1 (1+0) очко в 6 матчах турнира. Также Юрий призывался под знамёна сборной для участия в матчах Еврохоккейтура в сезонах 1997/98 и 1998/99.
Заместитель директора по спортивной работе Спортивная школа «Академия «Спартак» ГБУ Москомспорта.

## Достижения
- Бронзовый призёр молодёжного чемпионата мира 1997.
- Обладатель Кубка Колдера 2002.
- Чемпион России 2003.
- Серебряный призёр чемпионата России (2): 1997, 2005.

## Статистика выступлений
Последнее обновление: 23 августа 2011 года
| Сезон       | Команда               | Лига            | Игр | Г   | П   | Очк | +/- | Штр |
| ----------- | --------------------- | --------------- | --- | --- | --- | --- | --- | --- |
| 1995-96     | Лада-2                | Высшая лига     | 35  | 19  | 7   | 26  | --  | 26  |
| 1995-96     | Лада                  | МХЛ             | 1   | 0   | 0   | 0   | --  | 0   |
| 1996-97     | Лада                  | Суперлига       | 53  | 15  | 13  | 28  | --  | 46  |
| 1997-98     | Лада                  | Суперлига       | 48  | 8   | 10  | 18  | +15 | 63  |
| 1997-98     | Лада                  | Евролига        | 6   | 2   | 0   | 2   | -1  | 8   |
| 1998-99     | Динамо Мск            | Суперлига       | 1   | 0   | 1   | 1   | --  | 0   |
| 1998-99     | Лада                  | Суперлига       | 46  | 11  | 9   | 20  | +15 | 69  |
| 1999-00     | Детройт Ред Уингз     | НХЛ             | 56  | 5   | 3   | 8   | -3  | 12  |
| 1999-00     | Цинциннати Майти Дакс | АХЛ             | 9   | 0   | 1   | 1   | --  | 0   |
| 2000-01     | Детройт Ред Уингз     | НХЛ             | 15  | 1   | 1   | 2   | -2  | 4   |
| 2000-01     | Цинциннати Майти Дакс | АХЛ             | 58  | 29  | 19  | 48  | +5  | 28  |
| 2001-02     | Детройт Ред Уингз     | НХЛ             | 3   | 0   | 0   | 0   | -1  | 0   |
| 2001-02     | Цинциннати Майти Дакс | АХЛ             | 61  | 21  | 23  | 44  | +9  | 44  |
| 2001-02     | Атланта Трэшерз       | НХЛ             | 8   | 2   | 0   | 2   | +1  | 4   |
| 2001-02     | Чикаго Вулвз          | АХЛ             | 25  | 7   | 5   | 12  | -2  | 20  |
| 2002-03     | Атланта Трэшерз       | НХЛ             | 16  | 2   | 0   | 2   | -5  | 8   |
| 2002-03     | Чикаго Вулвз          | АХЛ             | 7   | 6   | 3   | 9   | -2  | 0   |
| 2002-03     | Локомотив             | Суперлига       | 31  | 4   | 8   | 12  | +7  | 45  |
| 2003        | Локомотив             | КК              | 3   | 1   | 0   | 1   | --  | 2   |
| 2003-04     | ЦСКА                  | Суперлига       | 18  | 1   | 3   | 4   | --  | 6   |
| 2003-04     | Лада                  | Суперлига       | 34  | 8   | 3   | 11  | +1  | 30  |
| 2004-05     | Лада                  | Суперлига       | 51  | 8   | 8   | 16  | +11 | 38  |
| 2005-06     | ХК МВД                | Суперлига       | 38  | 2   | 7   | 9   | -2  | 37  |
| 2006-07     | Лада                  | Суперлига       | 47  | 10  | 8   | 18  | -10 | 44  |
| 2007-08     | Торпедо НН            | Суперлига       | 57  | 8   | 8   | 16  | -17 | 71  |
| 2008-09     | Торпедо НН            | КХЛ             | 54  | 9   | 10  | 19  | -7  | 69  |
| 2009-10     | Югра                  | Высшая лига     | 45  | 19  | 8   | 27  | +10 | 36  |
| 2010-11     | Сибирь                | КХЛ             | 7   | 0   | 0   | 0   | -2  | 2   |
| 2010-11     | Зауралье              | ВХЛ             | 38  | 7   | 9   | 16  | -1  | 24  |
| 2011-12     | ЦСКА                  | КХЛ             | 56  | 1   | 4   | 5   | -15 | 54  |
| Всего в КХЛ | Всего в КХЛ           |                 | 117 | 10  | 14  | 23  | -24 | 126 |
| Всего в НХЛ | Всего в НХЛ           |                 | 98  | 10  | 4   | 14  | -10 | 28  |
|             | Всего в карьере       | Всего в карьере | 927 | 206 | 171 | 377 | +4  | 790 |

## Семья
Брат Вячеслав (род. 13 июня 1970), хоккеист.
Жена Виктория Буцаева-Волчкова (род. 30 июля 1982), фигуристка, тренер по фигурному катанию. В марте 2012 года у них родился сын.